# فارا فيسينتينو
فارا فيسينتينو (بالإيطالية: Fara Vicentino)‏ هي مدينة و بلدية في مقاطعة فشنزة بمنطقة فنيتة، شمال إيطاليا.